# خزان كيميائي
الخزانات الكيميائية هي عبارة عن حاويات تخزين للمواد الكيميائية المستخدمة على نطاق واسع في الصناعة الكيميائية. إنها تأتي في مجموعة متنوعة من الأحجام والأشكال، وتستخدم للتخزين والمعالجة والخلط ونقل كل من المواد الخام والمنتجات الكيميائية النهائية.

## تعريف
من الضروري تصميم وعاء خزان المواد الكيميائية لمادة كيميائية معينة، حيث أن جميع المواد الكيميائية لها إمكانات تآكل متغيرة، ولا يوجد مقاس واحد يناسب الجميع. يجب أن تصمم المعلمات الكيميائية والتطبيقية وعاء الخزان، وفيما يلي عرض "موقع مصنع BASF".

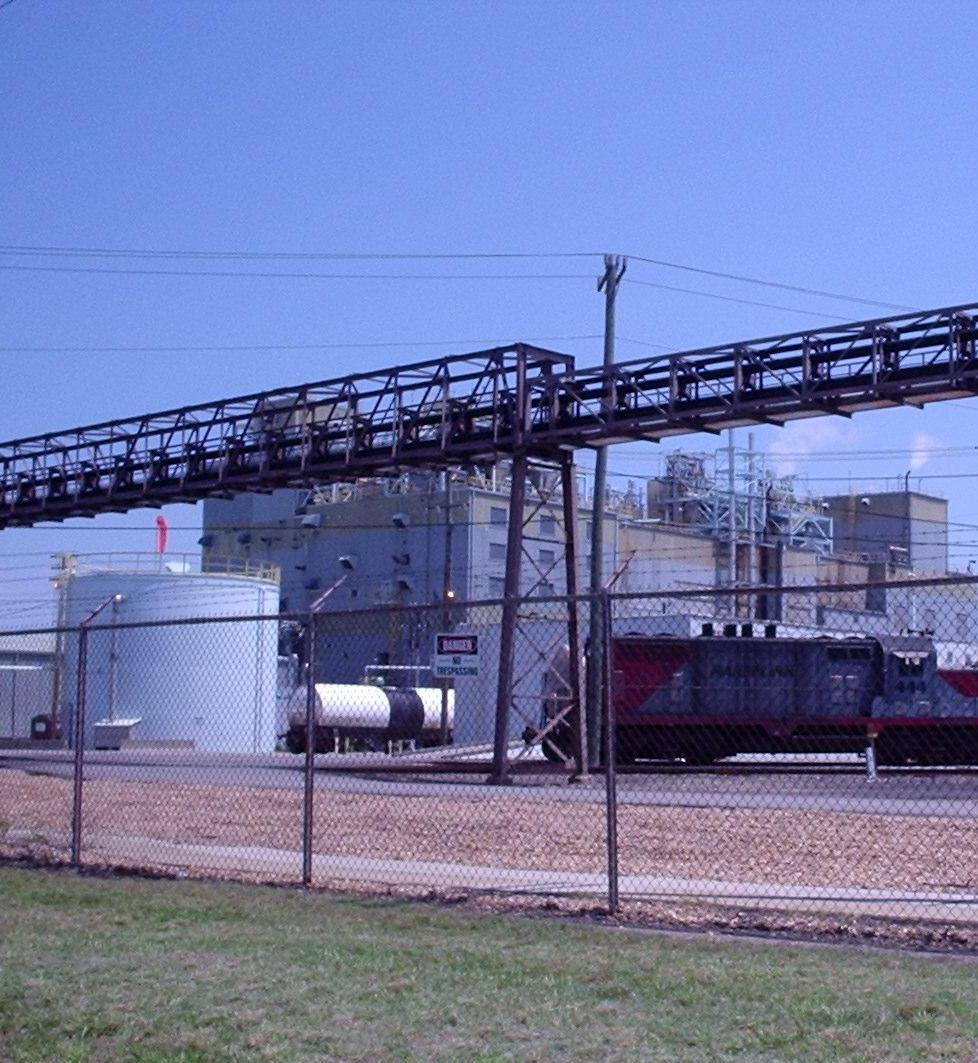
موقع مصنع BASF للكيماويات في بورتسموث في منطقة نورفولك الغربية في بورتسموث، فيرجينيا. يخدم المصنع خط سكك حديد الكومنولث.

## تصميم
أ. يعد تصميم خزان المواد الكيميائية أمراً بالغ الأهمية لتشغيل وعاء وخزان تخزين المواد الكيميائية على المدى الطويل بشكل صحيح.
إن الحفاظ على السيطرة على المادة الكيميائية هو أمر علمي ويتكون من اختيار مواد الخزان المناسبة، حيث تمثل المقاومة الكيميائية الأولوية الأولى.
ب. يجب أن يكون الخزان الكيميائي بالضرورة مصنوعاً من مادة مقاومة للمادة الكيميائية المخزنة حسب ما يسمح به التصميم والاقتصاد.
ج. سيعمل التصميم على دمج المعلمات الميكانيكية (الضغط ودرجة الحرارة وإمكانات التآكل والتآكل) للتطبيق، ضمن العمر المحدد للسفينة.
د. التوافق الكيميائي، مزود المواد الكيميائية الخاص بك لديه معلومات عن المقاومة الكيميائية التي ستحتاج إليها. قد يساعد موفر المواد الكيميائية في تقديم تفاصيل حول مواد الخزان ومواد السباكة المناسبة للمادة الكيميائية.
هـ. عادةً ما تقوم الشركة المصنعة للمواد الكيميائية بإنتاج ملف تعريف كيميائي وتقرير معلومات يُعرف باسم MSDS (ورقة بيانات سلامة المواد). يتم تقديم هذا التقرير من قبل جميع مصنعي أو موزعي المواد الكيميائية في الولايات المتحدة الأمريكية ويجب أن يكون نقطة البداية لتصميم خزان المواد الكيميائية وتصميم الوعاء الخاص بك.
يوفر تقرير MSDS هذا أيضًا بيانات السلامة الأساسية حول كيفية تأثير المادة الكيميائية وضررها على الأشخاص وكيف يجب أن تتفاعل إذا اتصلت بالمادة الكيميائية. ترتبط العديد من المواد الكيميائية بمخاطر صحية ذات آثار مميتة على المدى القصير والطويل.
و. سوف يتأثر تصميم الأوعية والخزانات والحاويات الكيميائية بالعديد من الاعتبارات، مثل الحرارة والبرودة والفراغ والضغط والتفاعل الطارد للحرارة والطبيعة العدوانية المتأصلة للمادة الكيميائية (الأحماض ,المواد الكاوية). ستؤثر هذه التأثيرات الفيزيائية والكيميائية عند التصميم على صلاحية الخزان والسفن كحاوية مناسبة. (مثال: فقدان نظام التسخين المطلوب لمنع مادة كيميائية سائلة من التجمد: يؤدي هذا الفشل إلى إزالة إمكانية الوصول إلى عملية استخدام المادة الكيميائية، وبالتالي إيقاف عمليتك، ويجب دمج اعتبارات التصميم الاحتياطية حيثما يسمح ذلك اقتصاديًا).
ز. هناك أهداف قصيرة وطويلة المدى مرتبطة بالهندسة والمواصفات الخاصة بالخزان والحاوية والسفينة الكيميائية. في حين أن الاعتبارات الاقتصادية هي أحد العوامل، فإن تصميم حاويات تخزين للمواد الكيميائية وكيفية تأثير الكيمياء على البيئة أمر بالغ الأهمية.
ح. الاحتواء الثانوي هو استراتيجية احتياطية للتخفيف من الفشل المحتمل للحاوية والخزان والسفينة الأساسية ,الشكل النموذجي للسفينة ذات الاحتواء الثانوي هو الخزان الوعاء الأساسي مع غلاف الوعاء الخارجي الذي يشمل الوعاء الأساسي بسعة إضافية بنسبة 100٪ على الأقل. تتوفر الخزانات والسفن الثانوية من مادة البولي إيثيلين والألياف الزجاجية والمواد المعدنية. يُقترح استخدام أنظمة خزانات الاحتواء الثانوية لجميع المواد الكيميائية العدوانية.